# Lotta libera ai Giochi della XIV Olimpiade - Pesi medi
La competizione della categoria pesi medi (fino a 79 kg) di lotta libera dei Giochi della XIV Olimpiade si è svolta dal 29 al 31 luglio al Earls Court Exhibition Centre a Londra.

## Formato
Ad ogni incontro venivano assegnate le seguenti penalità:
- 0 = Al vincitore per schienata
- 1 = Al vincitore per decisione
- 2 = Allo sconfitto per decisione (1 giudici contro 2)
- 3 = Allo sconfitto per decisione (0 giudici contro 3)
- 3 = Allo sconfitto per schienata

Con cinque penalità o più il lottatore veniva eliminato.

## Risultati
| Legenda                                  | Legenda |
| ---------------------------------------- | ------- |
| Lottatore con 5 penalità o più Eliminato |         |

### 1º Turno
Si è disputato il 29 luglio.
| Vincitore      | Pen. | Risultato | Sconfitto           | Pen. |
| -------------- | ---- | --------- | ------------------- | ---- |
| Adil Candemir  | 0    | Schienata | Bruce Arthur        | 3    |
| Maurice Vachon | 0    | Schienata | Keshav Roy          | 3    |
| Eddie Bowey    | 1    | 3-0       | Eduardo Assam       | 3    |
| Paavo Sepponen | 1    | 3-0       | André Brunaud       | 3    |
| Paul Dätwyler  | 0    | Schienata | Anton Vogel         | 3    |
| Callie Reitz   | 1    | 2-1       | Abbas Ahmad         | 2    |
| Erik Lindén    | 0    | Schienata | Jean-Baptiste Benoy | 3    |
| Glen Brand     | 1    | 2-1       | Abbas Hariri        | 2    |

### 2º Turno
Si è disputato il 30 luglio.
| Vincitore      | Pen. | Risultato | Sconfitto           | Pen. |
| -------------- | ---- | --------- | ------------------- | ---- |
| Bruce Arthur   | 3    | Schienata | Keshav Roy          | 6    |
| Adil Candemir  | 1    | 2:1       | Maurice Vachon      | 2    |
| Paavo Sepponen | 1    | Schienata | Eduardo Assam       | 6    |
| André Brunaud  | 4    | 3:0       | Eddie Bowey         | 4    |
| Callie Reitz   | 1    | Schienata | Anton Vogel         | 6    |
| Paul Dätwyler  | 1    | 2-1       | Jean-Baptiste Benoy | 5    |
| Erik Lindén    | 0    | Schienata | Abbas Ahmad         | 5    |
| Glen Brand     | 1    | Esentato  |                     |      |
|                |      | Ritirato  | Abbas Hariri        | -    |

### 3º Turno
Si è disputato il 30 luglio.
| Vincitore      | Pen. | Risultato  | Sconfitto      | Pen. |
| -------------- | ---- | ---------- | -------------- | ---- |
| Glen Brand     | 1    | Schienata  | Bruce Arthur   | 6    |
| Paavo Sepponen | 2    | 3-0        | Maurice Vachon | 5    |
| André Brunaud  | 4    | Per ritiro | Paul Dätwyler  | -    |
| Erik Lindén    | 1    | 3-0        | Callie Reitz   | 4    |
| Adil Candemir  | 1    | Schienata  | Eddie Bowey    | 7    |

### 4º Turno
Si è disputato il 30 luglio.
| Vincitore    | Pen. | Risultato | Sconfitto      | Pen. |
| ------------ | ---- | --------- | -------------- | ---- |
| Glen Brand   | 1    | Schienata | Adil Candemir  | 4    |
| Callie Reitz | 5    | 3:0       | Paavo Sepponen | 5    |
| Erik Lindén  | 2    | 3:0       | André Brunaud  | 7    |

### Turno finale
Si è disputato il 31 luglio.
| Vincitore     | Pen. | Risultato | Sconfitto   | Pen. |
| ------------- | ---- | --------- | ----------- | ---- |
| Glen Brand    | 2    | 3:0       | Erik Lindén | 5    |
| Adil Candemir | 4    | Esentato  |             |      |

## Classifica finale
| Pos.    | Atleta              | Nazione       |
| ------- | ------------------- | ------------- |
| Oro     | Glen Brand          | Stati Uniti   |
| Argento | Adil Candemir       | Turchia       |
| Bronzo  | Erik Lindén         | Svezia        |
| 4       | Callie Reitz        | Sudafrica     |
| 5       | Paavo Sepponen      | Finlandia     |
| 6       | André Brunaud       | Francia       |
| 7       | Paul Dätwyler       | Svizzera      |
| 8       | Maurice Vachon      | Canada        |
| 9       | Bruce Arthur        | Australia     |
| 10      | Eddie Bowey         | Gran Bretagna |
| 11      | Jean-Baptiste Benoy | Belgio        |
| 11      | Abbas Ahmad         | Egitto        |
| 13      | Anton Vogel         | Austria       |
| 13      | Keshav Roy          | India         |
| 13      | Eduardo Assam       | Messico       |
| 16      | Abbas Hariri        | Iran          |